# 布良崎神社
布良崎神社（めらさきじんじゃ）は、千葉県館山市布良にある神社。旧社格は郷社。

## 祭神
天富命・須佐之男尊・金山彦命を祭神とする。

## 歴史

### 創建
神武天皇の勅命で四国から天富命が天日鷲命の孫である由布津主命を率いて、肥沃な土地を求め、房総の地に来られた時に上陸した場所が布良の一角の駒ケ崎であったといわれる。駒ケ崎の東の海岸に聳える二峰のうち、海岸に近い山を男神山、他を女神山と称し、男神山に祖神天太玉命、女神山に御后天比理乃咩命を祀る。
天富命はさらに肥沃な土地を求め、布良本郷に転居し、「上の谷（かみのやつ）」に太玉命、「下の谷（しものやつ）」に、天忍日命の仮宮を建て、それぞれを上の宮、下の宮と称した。天富命は、ここを出発点として房総開拓を進めていった。
天富命が安房を去ったのち、里人が命の徳を忍んで社殿を造営したものが布良崎神社といわれている。

### 概史
元々は布良の家なみの中にあったが、1703年（元禄16年）11月23日に大地震で起きた津波のため流失、1876年（明治9年）11月11日の布良川大火で焼失、1879年（明治12年）10月3日に台風のため倒壊など、災害が相次いだ。
度重なる災害により遷座を決定。1880年（明治13年）6月に社地整備を起工し、1882年（明治15年）9月に竣工した。その後、社殿造営の計画を立て、1907年（明治40年）3月22日に普請を開始、1908年（明治41年）7月31日に落成した。現在の社殿はこれにあたる。
1915年（大正4年）には御即位記念に外域の玉垣を作った。1930年（昭和5年）には神域を拡張した。
2019年（令和元年）の令和元年房総半島台風（台風15号）の影響は大きく、拝殿は傾き、神輿蔵の倒壊や神輿2基が大破する大きな被害が出た。これに伴い、布良崎神社がある布良地区の有志が神輿の修復委員会を立ち上げ、4000万円の寄付を募ることとした。

## 境内
本殿・幣殿・拝殿、社務所がある 。神輿蔵は白木造りの「大天皇」「小天皇」と呼ばれる神輿と子ども神輿が収蔵されている。2019年の台風15号により本殿が傾き、神輿蔵が倒壊のため神輿の3基が下敷きになった。社殿から海に向かって左側に神輿庫、手水舎、三州瓦、右側に御神木、夫待視台、岩座がある。境内下には、細石、狛犬、大山津神がある。

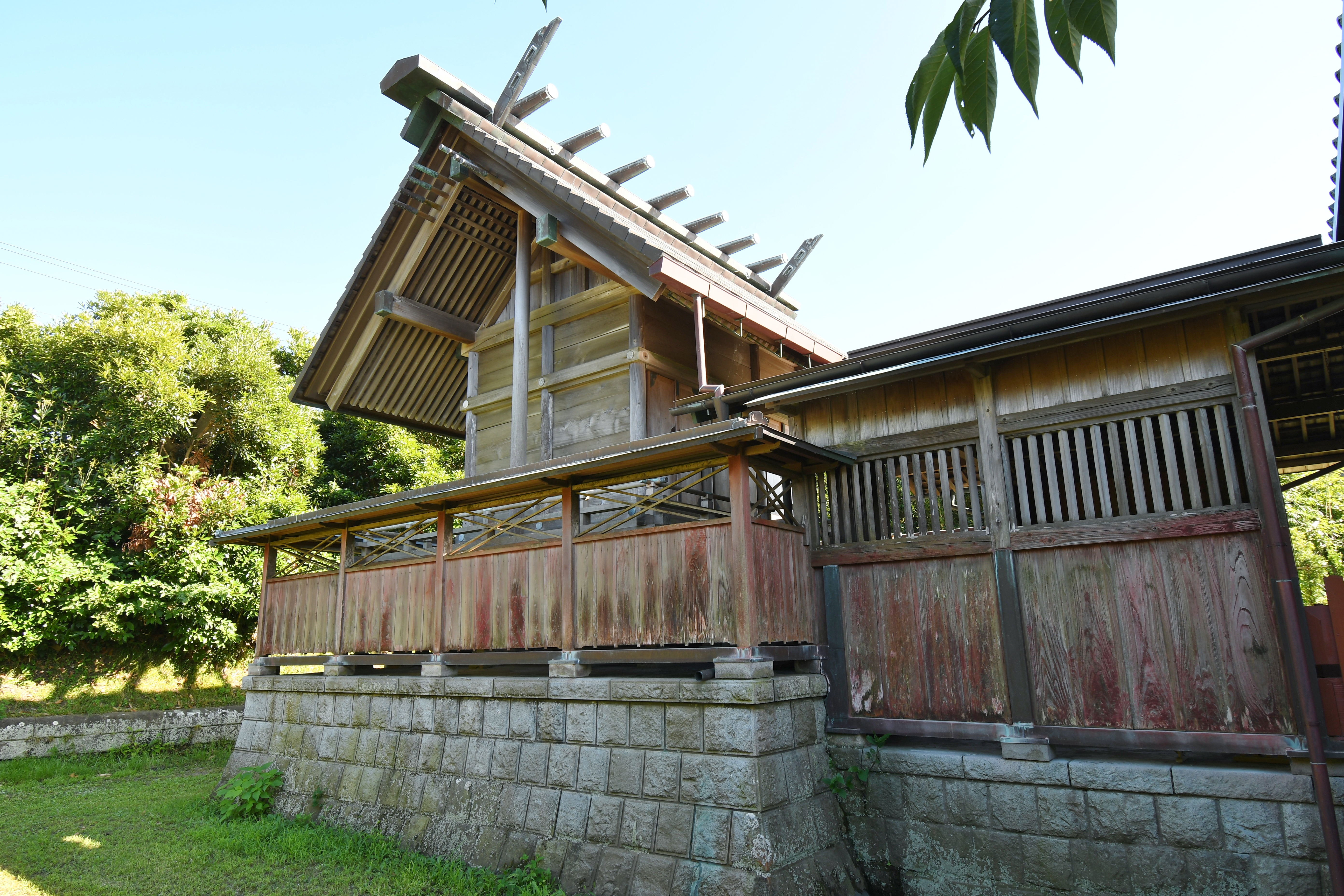
本殿
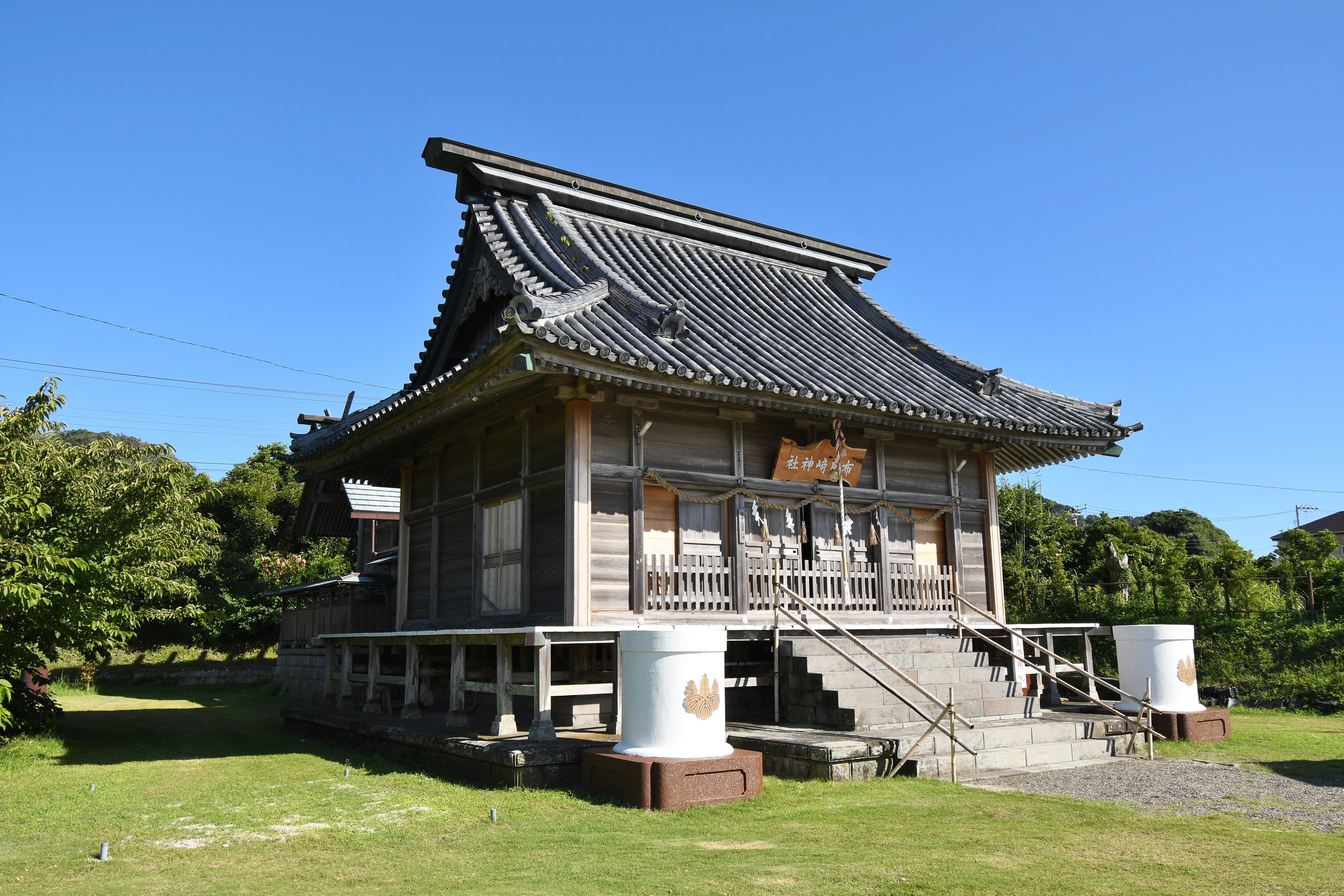
拝殿
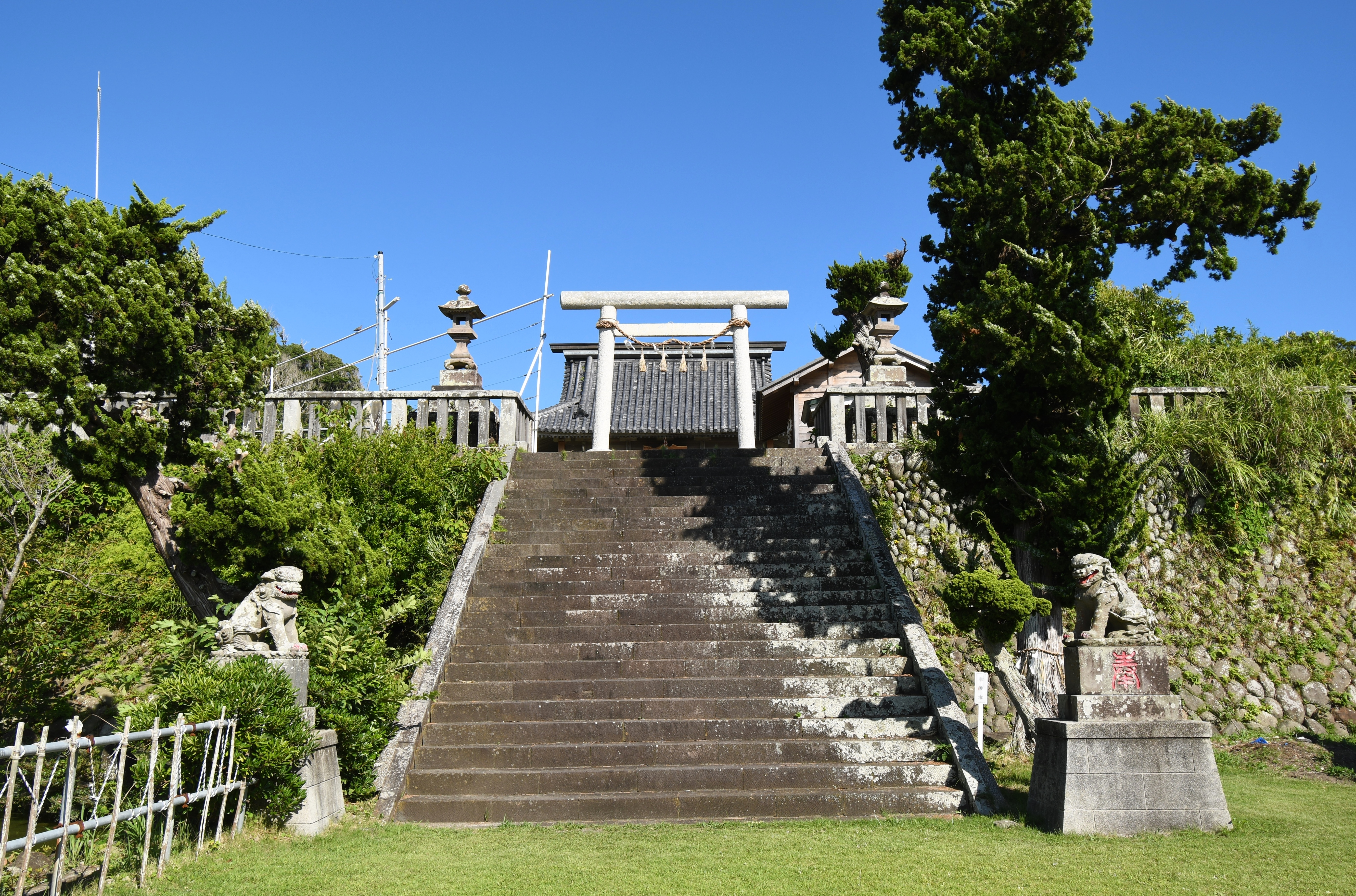
参道・二の鳥居
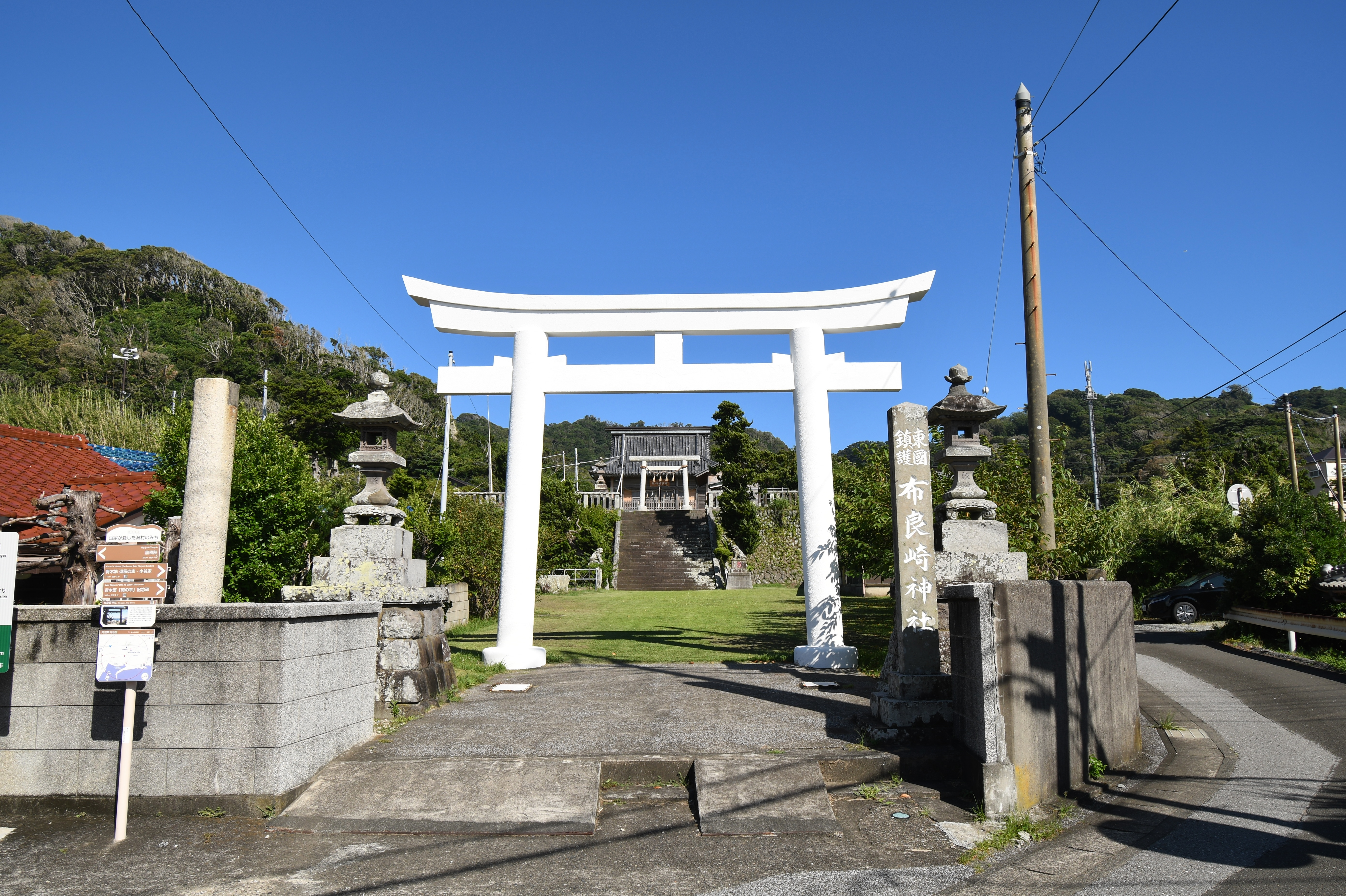
一の鳥居

## 祭事
- 1月
  - 歳旦祭（1月1日） - 大漁祈願、海上安全を祈願して執り行われる[9]。
- 6月
  - 大祓式（6月12日）
- 7月
  - 例祭 - 以前は7月20・21日に祭礼を実施していた[10]。近年は第3土日が祭礼の日になっている[11]。濱降神事とも呼ばれる[10]。3基の神輿が境内に奉納される[9]
- 12月
  - 除夜祭（12月31日）

## 宝物・歴史資料
- 宝物：石斧一個、石剣（石棒）一振、蔵王権限の像、素戔嗚尊大蛇退治の像[12]。
- 歴史資料：神社建設の寄付書類[12][13]

## 交通
- 鉄道：JR東日本内房線館山駅（南12キロ）
- バス：JRバス関東「安房自然村」バス停下車（徒歩1分）
- 車：富津館山道路富浦インターチェンジから、国道127号、国道410号で南へ約17㎞（約26分）[14]。